# ترقه (فیلم ۲۰۱۸)
ترقه (انگلیسی: Pataakha) یک فیلم کمدی-درام هندی به کارگردانی ویشال بهاردواج است که در سال ۲۰۱۸ منتشر شد.

## بازیگران
- رادهیکا مادان
- سانیا مالهوترا
- سونیل گروور
- ویجای راز
- مالایکا آرورا (حضور افتخاری در ترانهٔ «سلام، سلام»)[۲][۳]